# Mecheri
Mecheri là một thị xã panchayat của quận Salem thuộc bang Tamil Nadu, Ấn Độ.

## Nhân khẩu
Theo điều tra dân số năm 2001 của Ấn Độ, Mecheri có dân số 21.020 người. Phái nam chiếm 53% tổng số dân và phái nữ chiếm 47%. Mecheri có tỷ lệ 59% biết đọc biết viết, thấp hơn tỷ lệ trung bình toàn quốc là 59,5%: tỷ lệ cho phái nam là 66%, và tỷ lệ cho phái nữ là 50%. Tại Mecheri, 12% dân số nhỏ hơn 6 tuổi.